# بزرگ دیدن ماه

تصوری از حالت بزرگ دیدن ماه.

بزرگ دیدن ماه، نوعی خطای دید است که در آن هر چه کره ماه به چشم زمینیان به افق آسمان زمین نزدیک‌تر می‌شود اندازه آن بزرگ‌تر دیده می‌شود.
این نوع خطای دید، در مورد خورشید و صورت‌های فلکی هم وجود دارد. سازوکار و دلیل این خطای دید هنوز به طور کامل آشکار نیست اما گمان بر این است که از آن‌جا که ماه هنگامی که نزدیک به افق است در میان ساختمان‌ها و درختان دیده می‌شود مقایسه اندازه آن با این ساختمان‌ها و درختان آن را به چشم ما بزرگ‌تر نمایان می‌کند تا وقتی که ماه بر فراز آسمان است و مغز ما معیار مقایسه اندازه دیگری برای آن به‌کار می‌برد.
در هر صورت، قطر ظاهری ماه در حدود ۳۰ دقیقه قوسی است و تغییری نمی‌کند. ۳۰ دقیقه قوسی به همان اندازه است که ناخن انگشت کوچک به هنگام باز بودن بازو و آرنج دیده می‌شود.